# The Forbidden Thing
The Forbidden Thing is een Amerikaanse dramafilm uit 1920 onder regie van Allan Dwan.

## Verhaal
De puritein Abel Blake staat op het punt om te trouwen met Joan, wanneer zij plots naar een ander dorp vertrekt om te zorgen voor haar zieke oom. Tijdens haar afwezigheid wordt Ryan door enkele vrienden meegenomen naar een slecht befaamde dansgelegenheid. Hij maakt er kennis met de zedeloze lichtekooi Glory Prada. Hij valt voor Glory en trouwt uiteindelijk met haar. Zijn oude moeder sterft van verdriet, wanneer ze het nieuws hoort. Joan trouwt vervolgens met de visser Dave. Door zijn huwelijk wordt Blake uitgestoten uit de dorpsgemeenschap. Bovendien verlaat Glory hem al spoedig voor Jose Silva, de eigenaar van een rondtrekkend circus. Enkele jaren later is Joan een weduwe met twee kinderen geworden. Abel gaat akkoord om voor de zoon van Joan te zorgen, maar in een vlaag van wanhoop wil hij zichzelf van kant maken. Uiteindelijk bedenkt hij zich en hij en Joan beginnen samen een nieuw leven.

## Rolverdeling
| Acteur            | Personage     |
| ----------------- | ------------- |
| James Kirkwood    | Abel Blake    |
| Helen Jerome Eddy | Joan          |
| Marcia Manon      | Glory Prada   |
| King Baggot       | Dave          |
| Gertrude Claire   | Mevrouw Blake |
| Jack Roseleigh    | Jose          |
| Arthur Thalasso   | Joe Portega   |
| Newton Hall       | De jongen     |
| Harry Griffith    | Ryan          |
| Katherine Norton  | Mevrouw Ryan  |
| Jack Carlyle      |               |